# 国井美佐
国井 美佐（くにい みさ、1985年10月16日 - ）は、愛知県名古屋市出身のフリーアナウンサー、実業家。株式会社ゲート代表取締役、VOICE代表。元北海道テレビ放送（HTB）アナウンサー。血液型O型。身長154cm。

## 略歴・人物
金城学院中学校・高等学校から金城学院大学人間科学部心理学科社会心理学専攻を卒業した。
2008年、北海道テレビ放送に入社した。同年7月10日の『HTBニュース』が初鳴きである。同期入社は石沢綾子。
2008年8月30日、HTB開局40周年記念『〜ありがとう40年〜全部たしたら10時間!ユメミル広場に大集合!!』第3部の冒頭とエンディングに出演し、札幌ドームで案内役を務めた。
2008年9月11日・12日は吉田理恵に代わり『おはよう天気HTB』、9月15 - 17日は森さやかに代わり『イチオシ!』のキャスターを担当した。
2011年1月9日放送の『パネルクイズ アタック25』では石沢綾子とペアを組んで出場した。秋田朝日放送アナウンサー（出場当時）の塩地美澄と後藤明日香のペアと連合して優勝し、エーゲ海クルーズ10日間の旅を獲得した。
趣味は観劇、観戦、鑑賞、日本舞踊、創作料理。特技は占い。
視力が悪いため、眼鏡をかけて登場することもある。
2016年10月、イチオシ!のメインキャスター（MC）から報道キャスターへ転向した。新MCは高橋春花が引き継いだ。
2016年12月1日、ブログで結婚を報告した。2018年11月16日を最後に産休・育休に入る。2019年1月に第一子である長男を出産した。
2020年1月末をもって北海道テレビ放送を退社し、2月より札幌市・名古屋市・東京都を拠点としたフリーアナウンサーに転身した。名古屋に本社がある家業の広告制作会社・ゲートの北海道支社長に就任した。
2021年1月にゲートの関連会社として立ち上げたフリーアナウンサー事務所・VOICE（ヴォイス）の代表に就任した。
2022年4月株式会社ゲート代表取締役に就任。
2023年7月22日、前週末に家族でタクシーに乗っていたところ、飲酒運転で信号無視の車に突っ込まれ衝突し、肋骨を骨折したことを報告した。

## 出演番組

### HTB時代
- イチオシ!!（メインキャスター→報道キャスター、2013年4月 - 2018年11月16日）
- onチャンネルHTB（不定期）
- HTBニュース（不定期）
- らぢおHTB（AIR-G'制作）（不定期）
- 素晴らしい世界（ナレーション）
- HTBニュース - キャスター（不定期出演）
- HTBノンフィクション - ナレーション（不定期）
- 北海道 朝まで生討論 - 司会

### フリー転進後
- ブギウギ専務（お試し社員、2021年4月18日 - 5月2日、9月19日 - 10月3日、STV）

## VOICE
前述の通り国井の事務所として設立し現在は他のアナウンサーも所属している

### 所属
- 国井美佐
- 石沢綾子（国井のHTB社員時代の後輩）
- 太細真弥
- 橋場綾
- 掛橋愛理
- 高橋弥子
- 谷口いくみ
- 永井華子
- 本間景子
- 三浦まゆみ
- Milia
- 山田愛
- 若林聖子
- 宮田愛子（ジョイスタッフ所属、業務提携）
- 小出アキラ（FIRST AGENT所属、業務提携、元STVアナウンサー）

### 過去に所属
- 川口ゆり[7][8]